# Gabriela Silang
Gabriela Silang (ur. 19 marca 1731 w Santa, zm. 29 września 1763) – filipińska rewolucjonistka.

## Życiorys
Gabriela Silang urodziła się 19 marca 1731 roku w mieście Santa, prowincji Ilocos Sur. Jej ojciec był przedsiębiorcą, a matka pracowała w pralni.
W wieku 20 lat wyszła za mąż za Dona Tomasa Millana. Po trzech latach małżeństwa jej mąż zmarł. W 1757 roku powtórnie wyszła za mąż za lidera grupy rebeliantów Diega Silanga, a potem przyłączyła się do jego ruchu. Wkrótce jej mąż został zdradzony i zabity przez przyjaciela Miguela Vicosa. Po śmierci męża stała się pierwszą kobietą, która poprowadziła rewolucję na Filipinach. Walczyła na frontach w czasie hiszpańskiej rewolucji wraz z armią męża. 10 września 1763 roku powróciła do Vigan, aby znów walczyć. Kilka dni później 29 września 1763 roku w wyniku incydentu została aresztowana, a następnie powieszona. 

## Upamiętnienie
Na cześć jej pamięci postawiono jej pomnik w Makati i ustanowiono order z jej imieniem.